# シャルル・ルナール

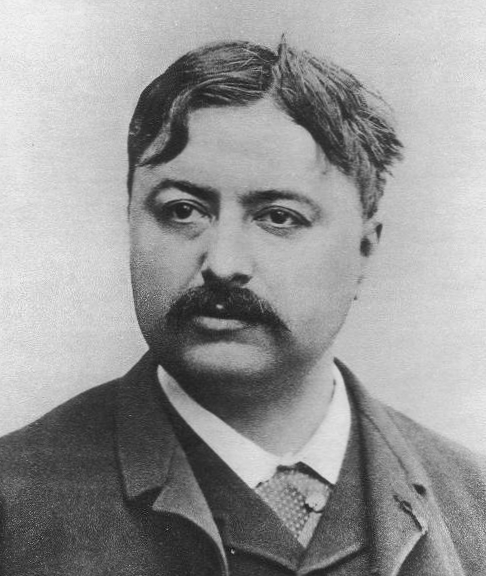
シャルル・ルナール

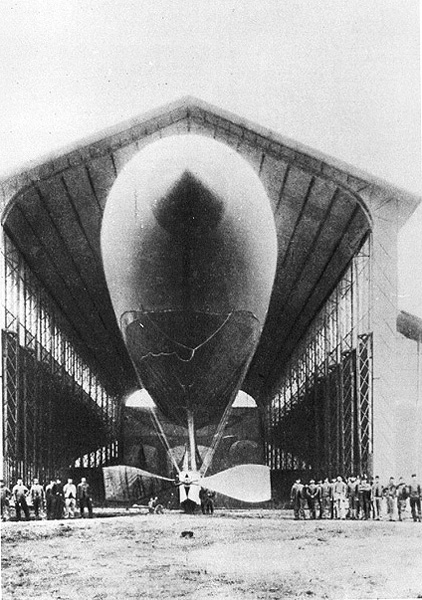
ラ・フランス号

シャルル・ルナール（Charles Renard 、1847年12月23日 - 1905年4月5日）はフランスのエンジニアである。
工学の分野での標準化に貢献し「標準数」のルナール数に名前が残っている。飛行船の開発に貢献した。
ヴォージュ県のDamblainに生まれた。シャレー・ムードンの軍用気球研究所で働き、後に所長になった。1870年に気球の多種多様なロープの太さの種類を減らすために寸法の系列を定め、これはルナール数と呼ばれるようになった。1952年に国際規格ISO3に取り入れられた。
1877年、シャレー・ムードンに軍用気球研究所を設立した。これは世界最初の航空機の実験設備となった。1879年に飛行船の組み立てと収納をするために格納庫（Hangar Y ）を建設した。
ルナールとアルチュール・クレブス（Arthur Constantin Krebs ）は飛行船「ラ・フランス」（La France ）を製作した。ラ・フランス号は電池を動力源とする電動機で駆動されるプロペラを用いて時速24kmで飛行し、1884年8月9日世界初の周回飛行を行った。23分の飛行で約8kmの飛行が行われた。この速度記録は1900年に建造されたツェッペリンLZ1の登場まで破られなかった。
ルナールは多くの発明を行った。その中にはエンジンの動力試験に用いられるルナール回転板の発明も含まれる。フランスの初期の航空機研究家フェルベール（Ferdinand Ferber ）の研究に協力した。